# Tecnica del maschio sterile
La tecnica del maschio sterile o dell'insetto sterile (in inglese sterile insect technique, SIT) è un sistema di controllo genetico degli insetti nocivi che prevede l'allevamento della specie da combattere, la sterilizzazione dei maschi e il loro rilascio nell'ambiente. I maschi sterili accoppiandosi con le femmine selvatiche le renderanno incapaci di produrre progenie determinando così nel tempo il crollo della popolazione. La sterilizzazione viene provocata sottoponendo a raggi X le cellule riproduttive degli insetti. Tale tecnica non genera il rilascio di insetti modificati con processi di ingegneria genetica. Per di più tale tecnica non introduce specie non originarie in un ecosistema.
Risulta che sia stato Edward F. Knipling il primo a pensare possibile la lotta genetica agli insetti parlandone ai suoi collaboratori nel 1938. Tra i pionieri possiamo citare anche A.S. Serebrovskii, R.C. Bushland e F.L. Vanderplank.
È del 1954 il primo grande successo nell’applicazione della tecnica, quando la mosca del bestiame Cochliomyia hominivorax venne eliminata dall'isola di Curaçao e a seguire in tutto il sud degli Stati Uniti e negli stati del Centro America fino a Panama.